# Lista światowego dziedzictwa UNESCO w Wielkiej Brytanii i jej terytoriach zależnych
Lista światowego dziedzictwa UNESCO w Wielkiej Brytanii i jej terytoriach zależnych – lista miejsc w Wielkiej Brytanii oraz w brytyjskich terytoriach zamorskich wpisanych na listę światowego dziedzictwa UNESCO, ustanowionej na mocy Konwencji w sprawie ochrony światowego dziedzictwa kulturowego i naturalnego, przyjętej przez UNESCO na 17. sesji w Paryżu 16 listopada 1972 i ratyfikowanej przez Wielką Brytanię 29 maja 1984 roku.

## Obiekty na liście światowego dziedzictwa
Na liście światowego dziedzictwa znajduje się 29 obiektów w Wielkiej Brytanii – 26 kulturowych, dwa przyrodnicze oraz jeden mieszany. 18 z nich znajduje się w całości na terytorium Anglii, pięć w Szkocji, trzy w Walii oraz jeden w Irlandii Północnej. Dodatkowo jeden obiekt (Granice Cesarstwa Rzymskiego), znajduje się zarówno w Anglii jak i Szkocji, a kolejny (Akwedukt i kanał Pontcysyllte) znajduje się na pograniczu Walii i Anglii.
Dwa obiekty mają charakter transgraniczny, są wspólne z innymi państwami – Granice Cesarstwa Rzymskiego (z Niemcami) i Wielkie uzdrowiska europejskie (z sześcioma innymi krajami europejskimi).
Dodatkowo na listę wpisane są cztery obiekty znajdujące się w brytyjskich terytoriach zamorskich (dwa kulturowe i dwa przyrodnicze): po jednym w Gibraltarze, na Bermudach, Pitcairn i Tristan da Cunha (część terytorium Wyspa Świętej Heleny, Wyspa Wniebowstąpienia i Tristan da Cunha).
Jeden obiekt wcześniej wpisany na listę został z niej wykreślony (Liverpool – miasto floty handlowej).
| Morskie GreenwichPałac · i Opactwo Westminsterskie oraz kościół św. MałgorzatyKrólewskie · Ogrody · Botaniczne · KewTwierdza Tower w Londynie Obiekty na liście światowego dziedzictwa UNESCO w Londynie | Rezerwat dzikiego ptactwa na wyspie GoughWyspa HendersonaZespół Jaskiń GorhamaMiasto zabytkowe St. George’s i związane z nim fortyfikacje na Bermudach Obiekty na liście światowego dziedzictwa UNESCO w brytyjskich terytoriach zamorskich |

| Lp. | Obiekt | Zdjęcie | Położenie | Typ          | Rok wpisu                        | Opis | Nr ref. |
| --- | --- | ------- | --- | ------------ | -------------------------------- | --- | ------- |
| 1   | Droga Olbrzymów i wybrzeże Giant's Causeway and Causeway Coast                                                                            |         | Irlandia Północna (hrabstwo Antrim) | przyrodnicze | 1986                             | Fragment wybrzeża zbudowanego z blisko 40 000 bazaltowych słupów, powstałych w wyniku działalności wulkanicznej w okresie trzeciorzędu, około 50–60 mln lat temu. | 369     |
| 2   | Katedra i zamek w Durham Durham Castle and Cathedral                                                                                      |         | Anglia (Durham) | kulturowe    | 1986                             | Katedra z przełomu XI i XII wieku, największa budowla wzniesiona w stylu normańskim, oraz zamek z XI wieku, na którym rezydowali książęta-biskupi Durham. | 370     |
| 3   | Wąwóz Ironbridge Ironbridge Gorge |         | Anglia (hrabstwo Shropshire) | kulturowe    | 1986                             | Wąwóz, którym płynie rzeka Severn. Znajduje się tu pierwszy na świecie, XVIII-wieczny most wykonany z żeliwa, a także kopalnie, huty i infrastruktura transportowa, powstałe we wczesnym okresie rewolucji przemysłowej. | 371     |
| 4   | Park Studley Royal i ruiny opactwa w Fountains Studley Royal Park including the Ruins of Fountains Abbey                                  |         | Anglia (hrabstwo North Yorkshire) | kulturowe    | 1986                             | Założony w XVIII wieku ogród wodny w stylu angielskim, rozplanowany wokół ruin XII-wiecznego klasztoru cysterskiego. | 372     |
| 5   | Stonehenge, Avebury i pobliskie miejsca kultowe Stonehenge, Avebury and Associated Sites                                                  |         | Anglia (hrabstwo Wiltshire) | kulturowe    | 1986                             | Zespół budowli z okresu neolitu i epoki brązu. Głównymi obiektami objętymi wpisem są kamienne kręgi Stonehenge i Avebury, zbudowane w latach 3700–1600 r. p.n.e., oraz kopiec Silbury Hill zbudowany około 2400 lat p.n.e. | 373     |
| 6   | Warowne zamki i mury obronne króla Edwarda I w dawnym księstwie Gwynedd Castles and Town Walls of King Edward in Gwynedd                  |         | Walia (hrabstwa Anglesey, Conwy i Gwynedd) | kulturowe    | 1986                             | Cztery zamki (w Beaumaris, Conwy, Caernarfon i Harlech) oraz fortyfikacje miejskie w Conwy i Caernarfon zbudowane na przełomie XIII i XIV wieku z polecenia króla Anglii, Edwarda I, podczas jego kampanii podboju Walii. | 374     |
| 7   | Wyspa Świętej Kildy St Kilda |         | Szkocja (Hebrydy Zewnętrzne) | mieszane     | 1986 (rozszerzony w 2004 i 2005) | Odizolowany archipelag niewielkich wysp wulkanicznych, w przeszłości, przez ponad 2000 lat, zamieszkany przez człowieka, opuszczony w 1930 roku, jedno z największych siedlisk ptaków w Europie. | 387     |
| 8   | Pałac w Blenheim Blenheim Palace |         | Anglia (hrabstwo Oxfordshire) | kulturowe    | 1987                             | Pałac wzniesiony na początku XVIII wieku, wyznaczający trendy rodzącego się wówczas angielskiego ruchu romantycznego (eklektyzm, powrót do natury). Zbudowany dla Johna Churchilla, księcia Marlborough, który otrzymał go w podzięce za zwycięstwa nad Francuzami podczas wojny o sukcesję hiszpańską. | 425     |
| 9   | Pałac i Opactwo Westminsterskie oraz kościół św. Małgorzaty Palace of Westminster and Westminster Abbey including Saint Margaret’s Church |         | Anglia (Londyn) | kulturowe    | 1987                             | Zespół budowli od XI wieku stanowiących centrum administracji państwowej Anglii, a następnie Wielkiej Brytanii. Opactwo jest miejscem koronacji i pochówku brytyjskich monarchów. Pałac, siedziba parlamentu, wzniesiony został w połowie XIX wieku (na miejscu wcześniejszego) i jest znaczącym przykładem budowli w stylu neogotyckim. | 426     |
| 10  | Miasto Bath City of Bath |         | Anglia (Bath) | kulturowe    | 1987                             | Miasto uzdrowiskowe założone w I w. n.e. przez Rzymian nad źródłami termalnymi. W XVIII wieku poddane rozbudowie – z okresu tego pochodzi zabudowa w stylu palladiańskim, tworząca spójną całość z pozostałościami starożytnych łaźni. | 428     |
| 11  | Granice Cesarstwa Rzymskiego Frontiers of the Roman Empire                                                                                |         | Anglia (hrabstwa Kumbria, Northumberland i Tyne and Wear), · Szkocja (hrabstwa West Dunbartonshire, Glasgow, East Dunbartonshire, North Lanarkshire i Falkirk), · także Niemcy | kulturowe    | 1987 (rozszerzony w 2005 i 2008) | Pozostałości fortyfikacji na północnym krańcu rzymskiej prowincji Brytania wzniesionych w II wieku n.e., u szczytu ekspansji terytorialnej imperium – Wał Hadriana i Wał Antonina | 430     |
| 12  | Wyspa Hendersona Henderson Island |         | Pitcairn | przyrodnicze | 1988                             | Niezamieszkana wyspa koralowa w południowej części Oceanu Spokojnego, stanowiąca jeden z najmniej zaburzonych ekosystemów tego typu na świecie. | 487     |
| 13  | Twierdza Tower w Londynie Tower of London                                                                                                 |         | Anglia (Londyn) | kulturowe    | 1988                             | Forteca wzniesiona w XI wieku, jedna z najlepiej zachowanych z tego okresu w Europie. Przez wieki odgrywała istotną rolę jako rezydencja królewska, siedziba mennicy i archiwów państwowych oraz więzienie. | 488     |
| 14  | Katedra, opactwo św. Augustyna i kościół św. Marcina w Canterbury Canterbury Cathedral, St Augustine’s Abbey, and St Martin’s Church      |         | Anglia (Canterbury) | kulturowe    | 1988                             | Katedra z XI wieku, będąca siedzibą arcybiskupa Canterbury (przywódcy Kościoła Anglii), kościół parafialny z VI wieku, najstarszy w Anglii, oraz ruiny benedyktyńskiego opactwa, będące świadectwem chrystianizacji kraju we wczesnym średniowieczu. | 496     |
| 15  | Stare i Nowe Miasto w Edynburgu Old and New Towns of Edinburgh                                                                            |         | Szkocja (Edynburg) | kulturowe    | 1995                             | Zabytkowe centrum Edynburga, stolicy Szkocji, obejmujące średniowieczne stare miasto, nad którym dominuje położony na wzniesieniu zamek, oraz nowe miasto powstałe w XVIII i XIX wieku. | 728     |
| 16  | Rezerwat dzikiego ptactwa na wyspie Gough Gough and Inaccessible Islands                                                                  |         | Tristan da Cunha | przyrodnicze | 1995 (rozszerzony w 2004)        | Dwie bezludne wyspy wulkaniczne – Gough i Inaccessible – położone w południowej części Oceanu Atlantyckiego, ostoja ptactwa. | 740     |
| 17  | Morskie Greenwich Maritime Greenwich |         | Anglia (Londyn) | kulturowe    | 1997                             | Dzielnica Londynu, w granicach której znajduje się park królewski oraz liczne zabytki świadczące o postępach naukowych (w szczególności w dziedzinie astronomii i nawigacji) oraz architektonicznych XVII i XVIII wieku, m.in. Królewskie Obserwatorium Astronomiczne, szkoła oficerska marynarki Royal Naval College oraz rezydencja Queen’s House. | 795     |
| 18  | Serce neolitycznych Orkadów Heart of Neolithic Orkney                                                                                     |         | Szkocja (Orkady) | kulturowe    | 1999                             | Grupa neolitycznych budowli na wyspie Mainland, w archipelagu Orkadów, wzniesionych około 3000–2000 lat p.n.e., obejmująca grobowiec Maes Howe, dwa kamienne kręgi – krąg Brodgar i kamienie ze Stenness, oraz osadę Skara Brae. | 514     |
| 19  | Miasto zabytkowe St. George’s i związane z nim fortyfikacje na Bermudach Historic Town of St George and Related Fortifications, Bermuda   |         | Bermudy | kulturowe    | 2000                             | Miasto założone w 1612 roku, jedno z pierwszych angielskich miast w Ameryce, oraz otaczające je fortyfikacje, wielokrotnie przebudowywane aż do XX wieku. | 983     |
| 20  | Krajobraz przemysłowy Blaenavon Blaenavon Industrial Landscape                                                                            |         | Walia (hrabstwo Torfaen) | kulturowe    | 2000                             | Zabudowa przemysłowa (kopalnie, huty, domy robotnicze, linia kolejowa) z przełomu XVIII i XIX wieku, typowa dla miast południowej Walii, będącej w tym okresie jednym z głównych ośrodków wydobycia węgla i żelaza na świecie. | 984     |
| 21  | New Lanark |         | Szkocja (hrabstwo South Lanarkshire) | kulturowe    | 2001                             | Wieś przemysłowa powstała wokół zakładów włókienniczych, założona w drugiej połowie XVIII wieku przez Roberta Owena. | 429     |
| 22  | Saltaire |         | Anglia (hrabstwo West Yorkshire) | kulturowe    | 2001                             | Wieś przemysłowa zbudowana od podstaw w drugiej połowie XIX wieku, ze szczególnie dobrze zachowanym układem ulic, domami robotniczymi, zakładami włókienniczymi i budynkami użyteczności publicznej. | 1028    |
| 23  | Dorset i wschodnie wybrzeże Devon Dorset and East Devon Coast                                                                             |         | Anglia (hrabstwa Devon i Dorset) | przyrodnicze | 2001                             | Wybrzeże klifowe zawierające liczne skamieniałości z ery mezozoicznej (252–66 mln lat p.n.e.). | 1029    |
| 24  | Fabryki doliny Derwent Derwent Valley Mills                                                                                               |         | Anglia (hrabstwo Derbyshire) | kulturowe    | 2001                             | Zakłady włókiennicze oraz domy robotnicze z XVIII i XIX wieku w dolinie rzeki Derwent, kolebka rewolucji przemysłowej. | 1030    |
| 25  | Królewskie Ogrody Botaniczne Kew Royal Botanic Gardens, Kew                                                                               |         | Anglia (Londyn) | kulturowe    | 2003                             | Ogrody botaniczne założone w XVIII wieku, odegrały istotną rolę w rozwoju nauki, w szczególności botaniki i ekologii, oraz sztuki ogrodowej (ogród angielski). | 1084    |
| 26  | Krajobraz górniczy Kornwalii i Zachodniego Devonu Cornwall and West Devon Mining Landscape                                                |         | Anglia (hrabstwa Devon i Kornwalia) | kulturowe    | 2006                             | Pozostałości po kopalniach cyny i miedzi oraz powiązana infrastruktura (huty, przystanie, domy robotnicze) z XVIII i XIX wieku. Był to wówczas głównym ośrodek wydobycia tych metali na świecie i odegrał istotną rolę w industrializacji kraju, jak i w rozwoju techniki górniczej. | 1215    |
| 27  | Akwedukt i kanał Pontcysyllte Pontcysyllte Aqueduct and Canal                                                                             |         | Walia (hrabstwa Denbighshire i Wrexham), · Anglia (hrabstwo Shropshire) | kulturowe    | 2009                             | Akwedukt nad doliną rzeki Dee oraz przebiegający nim kanał Llangollen, zbudowane na początku XVIII wieku, w okresie rewolucji przemysłowej. | 1303    |
| 28  | Most nad ujściem rzeki Forth The Forth Bridge                                                                                             |         | Szkocja (Edynburg i hrabstwo Fife) | kulturowe    | 2015                             | Most kolejowy nad zatoką Firth of Forth, najdłuższy most wspornikowy na świecie, otwarty w 1890 roku. | 1485    |
| 29  | Zespół Jaskiń Gorhama Gorham's Cave Complex                                                                                               |         | Gibraltar | kulturowe    | 2016                             | Kompleks czterech jaskiń w Skale Gibraltarskiej, w których zachowały się ślady działalności ludzi neandertalskich, którzy zamieszkiwali tam na przestrzeni ponad 100 000 lat. | 1500    |
| 30  | The English Lake District |         | Anglia (hrabstwo Kumbria) | kulturowe    | 2017                             | Górzyste pojezierze, na znacznym obszarze wykorzystywane jako pastwiska, w XVIII wieku przedmiot fascynacji artystów romantycznych. | 422     |
| 31  | Obserwatorium Jodrell Bank Jodrell Bank Observatory                                                                                       |         | Anglia (hrabstwo Cheshire) | kulturowe    | 2019                             | Obserwatorium astronomiczne, głównym obiektem na terenie którego jest Lovell Telescope, jeden z pierwszych, a jednocześnie największych, sterowanych radioteleskopów na świecie. | 1594    |
| 32  | Wielkie uzdrowiska europejskie The Great Spa Towns of Europe                                                                              |         | Anglia (Bath), · także: · Austria, · Belgia, · Czechy, · Francja, · Niemcy, · Włochy                                                                                           | kulturowe    | 2021                             | Grupa jedenastu miast uzdrowiskowych w siedmiu krajach europejskich, powstałych nad źródłami wód mineralnych. Fenomen budowy kurortów tego typu był charakterystyczny dla Europy w okresie od XVIII wieku do lat 30. XX wieku. Cechują się one unikalnym układem urbanistycznym, zdominowanym przez infrastrukturę służącą eksploatacji wód w celach pitnych i kąpielowych, jak i inne obiekty o funkcjach rekreacyjno-terapeutycznych (m.in. ogrody, kasyna, teatry, hotele). Miasto Bath, uwzględnione w tym wpisie, jest niezależnie od niego przedmiotem wpisu „Miasto Bath” z 1987 roku. | 1613    |
| 33  | Krajobraz łupkowy północno-zachodniej Walii The Slate Landscape of Northwest Wales                                                        |         | Walia (hrabstwo Gwynedd) | kulturowe    | 2021                             | Kamieniołomy łupka oraz powiązana infrastruktura transportowa w północnej Walii, w XIX wieku będącej głównym producentem tego materiału na świecie. | 1633    |

## Obiekty wykreślone z listy światowego dziedzictwa
| Lp. | Obiekt                                                                  | Zdjęcie | Położenie          | Typ       | Rok wpisu | Rok wykreślenia | Opis | Nr ref. |
| --- | ----------------------------------------------------------------------- | ------- | ------------------ | --------- | --------- | --------------- | --- | ------- |
| 1   | Liverpool – miasto floty handlowej Liverpool – Maritime Mercantile City |         | Anglia (Liverpool) | kulturowe | 2004      | 2021            | Zabytkowy port i centrum miasta Liverpool, w XVIII i XIX wieku jednego z najważniejszych ośrodków handlu na świecie, mającego istotny wpływ na rozwój imperium brytyjskiego. Centrum handlu niewolnikami (do jego zniesienia w 1807 roku) oraz masowej emigracji z Europy do Ameryki. Obiekt od 2012 roku znajdował się na liście obiektów zagrożonych, a w 2021 roku został usunięty z listy światowego dziedzictwa. Przyczyną była utrata przez to miejsce autentyczności i spójności charakteru w następstwie przeprowadzonej przez miasto rewitalizacji. | 1150    |

## Obiekty na liście informacyjnej
Podobnie jak większość państw członkowskich UNESCO, Wielka Brytania utrzymuje tzw. listę informacyjną (Tentative List), na której umieszczane są obiekty uznawane przez dany kraj za spełniające kryteria wpisu na listę światowego dziedzictwa. Wpis na listę informacyjną jest wyrazem zainteresowania zgłoszeniem w najbliższych latach kandydatury danego obiektu do wpisu na właściwą listę, a jednocześnie wymogiem formalnym rozpoczęcia procedury wpisu.
W 2021 roku na liście tej znajdowało się osiem obiektów – pięć kulturowych i trzy przyrodnicze, w tym dwa w terytoriach zamorskich.
| Stocznia · w ChathamCreswell CragsLaboratorium Charlesa DarwinaMousa, Old Scatness i Jarlshof – „zenit epoki żelaza na Szetlandach”Flow CountryPodwójny klasztor Wearmouth Jarrow Obiekty na Liście Informacyjnej w Wielkiej Brytanii | Turks i CaicosWyspa Świętej Heleny Obiekty na liście informacyjnej w brytyjskich terytoriach zamorskich |

| Lp. | Obiekt | Zdjęcie | Położenie                                      | Typ          | Rok wpisu | Opis | Nr ref. |
| --- | --- | ------- | ---------------------------------------------- | ------------ | --------- | --- | ------- |
| 1   | Stocznia w Chatham Chatham Dockyard and its Defences                                                                                   |         | Anglia (hrabstwo Kent)                         | kulturowe    | 2012      | Stocznia marynarki wojennej rozbudowana w XVIII–XIX wieku. | 5670    |
| 2   | Creswell Crags |         | Anglia (hrabstwa Derbyshire i Nottinghamshire) | kulturowe    | 2012      | Wąwóz wapienny, na terenie którego znajduje się kompleks jaskiń ze śladami ludzkiej działalności z okresu późnego plejstocenu (60–15 tys. lat temu).                                                       | 5671    |
| 3   | Laboratorium Charlesa Darwina Darwin’s Landscape Laboratory                                                                            |         | Anglia (Londyn)                                | kulturowe    | 2012      | Dom wraz z ogrodem, miejsce zamieszkania i pracy Charlesa Darwina, gdzie opracował on teorię ewolucji. | 5672    |
| 4   | Wyspa Świętej Heleny Island of St Helena                                                                                               |         | Wyspa Świętej Heleny                           | przyrodnicze | 2012      | Wyspa w południowej części Oceanu Atlantyckiego, siedlisko ponad 400 endemicznych gatunków roślin i zwierząt.                                                                                              | 5675    |
| 5   | Mousa, Old Scatness i Jarlshof – „zenit epoki żelaza na Szetlandach” Mousa, Old Scatness and Jarlshof: the Zenith of Iron Age Shetland |         | Szkocja (Szetlandy)                            | kulturowe    | 2012      | Zespół obiektów archeologicznych na Szetlandach, obejmujący kamienną wieżę (broch) na wyspie Mousa oraz pozostałości osad Old Scatness i Jarlshof, wzniesionych podczas epoki żelaza, około 2000 lat temu. | 5677    |
| 6   | Flow Country |         | Szkocja (hrabstwo Highland)                    | przyrodnicze | 2012      | Torfowisko kołdrowe, jedno z największych na świecie (4000 km²), ważne siedlisko ptaków. | 5679    |
| 7   | Podwójny klasztor Wearmouth Jarrow The Twin Monastery of Wearmouth Jarrow                                                              |         | Anglia (hrabstwo Tyne and Wear)                | kulturowe    | 2012      | Pozostałości benedyktyńskiego kompleksu klasztornego z VII wieku. | 5681    |
| 8   | Turks i Caicos Turks and Caicos Islands                                                                                                |         | Turks i Caicos                                 | przyrodnicze | 2012      | Archipelag na Karaibach, miejsce występowania solnisk, siedlisko kilku endemicznych gatunków zwierząt i roślin.                                                                                            | 5682    |